# Campeonato Mundial de Tríos de AAA
Le Campeonato Mundial de Tercias AAA ou AAA World Trios Championship est un championnat professionnel de catch utilisé par la fédération Asistencia Asesoría y Administración (AAA). 
À l'heure actuelle, le titre connait sept règnes pour un total de six équipes championnes différentes. Il a également été vacant à une reprise.

## Historique des règnes
| #   | Équipe                                                                       | Règne | Date             | Jours | Lieu                      | Événement                           | Notes | Réf   |
| --- | ---------------------------------------------------------------------------- | ----- | ---------------- | ----- | ------------------------- | ----------------------------------- | --- | ----- |
| 1.  | Los Perros del Mal (Damián 666, Halloween et X-Fly)                          | 1     | 18 juin 2011     | 267   | Mexico, D.F.              | Triplemanía XIX                     | Battent Los Psycho Circus (Monster Clown, Murder Clown et Psycho Clown) dans un Extreme match pour devenir les premiers champions.                                                             | [ 1 ] |
| 2.  | Los Psycho Circus (Monster Clown, Murder Clown et Psycho Clown)              | 1     | 11 mars 2012     | 69    | Ecatepec, Mexico          | Sin Límite                          | | [ 2 ] |
| 3.  | El Consejo (Máscara Año 2000 Jr., El Texano Jr. et Toscano (en))             | 1     | 19 mai 2012      | 275   | Chilpancingo, Guerrero    | Noche de Campeones                  | | [ 3 ] |
| 4.  | Los Psycho Circus (Monster Clown, Murder Clown et Psycho Clown)              | 2     | 18 février 2013  | 846   | Irapuato, Guanajuato      | Sin Límite                          | | [ 4 ] |
| 5.  | Los Hell Brothers (Averno, Chessman et Cibernético)                          | 1     | 14 juin 2015     | 206   | Monterrey, Nuevo León     | Verano de Escándalo (2015)          | Dans un three-way match qui comprenaient également Holocausto (Electroshock, Hijo de Pirata Morgan et La Parka Negra).                                                                         | [ 5 ] |
| #   | Vacant                                                                       | _     | 6 janvier 2016   | _     | _                         | _                                   | Le titre est devenu vacant à la suite du départ de Cibernético. |       |
| 6.  | Los Xinetez (El Zorro, Dark Cuervo et Dark Escoria)                          | 1     | 22 janvier 2016  | 287   | Mexico, D.F.              | Guerra de Titanes (2016)            | Dans un three-way match qui comprenaient également Electroshock, Garza Jr. et La Parka and El Hijo de Pirata Morgan, Hijo del Fantasma et Taurus.                                              |       |
| 7.  | Los OGT (Averno (2), Chessman (2) et Ricky Marvin)                           | 1     | 4 novembre 2016  | 121   | Aguascalientes            | AAA Worldwide Tapping TV            | |       |
| 8.  | Los Apaches (El Apache, Faby Apache et Mari Apache)                          | 1     | 5 mars 2017      | 47    | Apizaco                   | AAA Worldwide Tapping TV            | |       |
| 9.  | El Nuevo Poder del Norte (Carta Brava Jr., Soul Rocker et Mocho Cota Jr.)    | 1     | 21 april 2017    | 59    | Tijuana                   | AAA Worldwide Tapping TV            | |       |
| #   | Vacant                                                                       | _     | 19 juin 2017     | _     | _                         | _                                   | Parce qu'El Nuevo Poder del Norte a conservé son titre de champion par disqualification contre Aero Star, Drago et Raptor, le directeur général de AAA Vampiro annulant le résultat.           |       |
| 10. | El Nuevo Poder del Norte (Carta Brava Jr., Soul Rocker et Mocho Cota Jr.)    | 2     | 1er octobre 2017 | 59    | San Luis Potosí           | AAA Worldwide Tapping TV            | Battent Aero Star, Drago et Raptor dans une série Best of Five en remportant sa troisième victoire. Tito Santana, anciennement connu sous le nom de Soul Rocker                                |       |
| 11. | Los OGT (Averno (3), Chessman (3) et Super Fly)                              | 1     | 3 novembre 2017  | 59    | Querétaro                 | AAA Worldwide Tapping TV            | |       |
| 12. | El Nuevo Poder del Norte (Carta Brava Jr., Soul Rocker et Mocho Cota Jr.)    | 3     | 26 janvier 2018  | 310   | Mexico, D.F.              | Guerra de Titanes (Janvier)         | |       |
| 13. | Jinetes del Aire (El Hijo del Vikingo, Laredo Kid et Myzteziz Jr.)           | 1     | 2 décembre 2018  | 244   | Aguascalientes            | Guerra de Titanes (Décembre)        | |       |
| #   | Vacant                                                                       | _     | 3 août 2019      | _     | Ciudad de Mexico          | Triplemanía XXVII                   | Le titre a été libéré par Laredo Kid a quitté le groupe pour se concentrer sur sa carrière individuelle.                                                                                       |       |
| 14. | Jinetes del Aire (El Hijo del Vikingo (2), Golden Magic et Myzteziz Jr. (2)) | 1     | 3 août 2019      | 644   | Ciudad de Mexico          | Triplemanía XXVII                   | Dans un three-way match qui comprenaient également El Nuevo Poder del Norte (Mocho Cota Jr., Carta Brava Jr., et Tito Santana) et Las Fresas Salvajes (Pimpinela Escarlata, Mamba, et Máximo). |       |
| 15. | Los Mercenarios (El Texano Jr. (2), La Hiedra et Rey Escorpión)              | 1     | 8 mai 2021       | 301   | San Pedro Cholula, Puebla | Luchando por la Identidad de México | | .     |
| 16. | La Empresa (DMT Azul, Puma King et Sam Adonis)                               | 1     | 5 mars 2022      | 153   | Ciudad Madero, Tamaulipas | Gira Aniversario XXX                | |       |
| 17. | Nueva Generación Dinamita (El Cuatrero, Forastero et Sansón)                 | 1     | 5 août 2022      | 952+  | Aguascalientes            | Verano de Escándalo (2022)          | |       |

## Règnes combinés

### En Solo
| Signe | Notes                       |
| ----- | --------------------------- |
|       | Travaille toujours à la AAA |

| Rang | Champion                 | Règnes | Jours combinés |
| ---- | ------------------------ | ------ | -------------- |
| 1.   | Monster Clown            | 2      | 915            |
| 1.   | Murder Clown             | 2      | 915            |
| 1.   | Psycho Clown             | 2      | 915            |
| 4.   | El Hijo de Vikingo       | 2      | 889            |
| 4.   | Myzteziz Jr.             | 2      | 889            |
| 6.   | Golden Magic/Octagón Jr. | 1      | 644            |
| 7.   | Averno                   | 3      | 412            |
| 7.   | Chessman                 | 3      | 412            |
| 8.   | Carta Brava Jr.          | 3      | 402            |
| 8.   | Mocho Cota Jr.           | 3      | 402            |
| 8.   | Soul Rocker/Tito Santana | 3      | 402            |
| 12.  | Dark Cuervo              | 1      | 287            |
| 12.  | Dark Scoria              | 1      | 287            |
| 12.  | El Zorro                 | 1      | 287            |
| 15.  | El Texano Jr.            | 2      | 1 681+         |
| 16.  | Máscara Año 2000 Jr.     | 1      | 275            |
| 16.  | Toscano (en)             | 1      | 275            |
| 18.  | Damián 666               | 1      | 267            |
| 18.  | Halloween                | 1      | 267            |
| 18.  | X-Fly                    | 1      | 267            |
| 21.  | Laredo Kid               | 1      | 244            |
| 22.  | Cibernético              | 1      | 206            |
| 23.  | Ricky Marvin             | 1      | 122            |
| 24.  | Super Fly                | 1      | 84             |
| 25.  | El Apache                | 1      | 47             |
| 25.  | Faby Apache              | 1      | 47             |
| 25.  | Mari Apache              | 1      | 47             |
| 28.  | La Hiedra                | 1      | 1 406+         |
| 28.  | Rey Escorpión            | 1      | 1 406+         |

### En équipe
| Rang | Champion                                                                               | Règnes | Jours combinés |
| ---- | -------------------------------------------------------------------------------------- | ------ | -------------- |
| 1.   | Los Psycho Circus (Monster Clown, Murder Clown & Psycho Clown)                         | 2      | 915            |
| 2.   | El Nuevo Poder del Norte (Carta Brava Jr., Mocho Cota Jr. et Soul Rocker/Tito Santana) | 3      | 402            |
| 3.   | Los Xinetez (Dark Cuervo, Dark Scoria et El Zorro)                                     | 1      | 287            |
| 4.   | El Consejo (El Texano Jr., Máscara Año 2000 Jr. et Toscano (en))                       | 1      | 275            |
| 5.   | Los Perros del Mal (Damian 666, Halloween et X-Fly)                                    | 1      | 267            |
| 6.   | Los Jinetes del Aire (El Hijo del Vikingo, Laredo Kid et Myzteziz Jr.)                 | 1      | 244            |
| 7.   | Los Hell Brothers (Averno, Chessman et Cibernético)                                    | 1      | 206            |
| 8.   | Los OGT's (Averno, Chessman et Ricky Marvin)                                           | 1      | 122            |
| 9.   | Los OGT's (Averno, Chessman et Super Fly)                                              | 1      | 84             |
| 10.  | Los Apaches (El Apache, Faby Apache et Mari Apache)                                    | 1      | 47             |
| 11.  | Los Jinetes del Aire (El Hijo del Vikingo, Golden Magic et Myzteziz Jr.)               | 1      | 2 050+         |